# St. Georg (Großmuß)

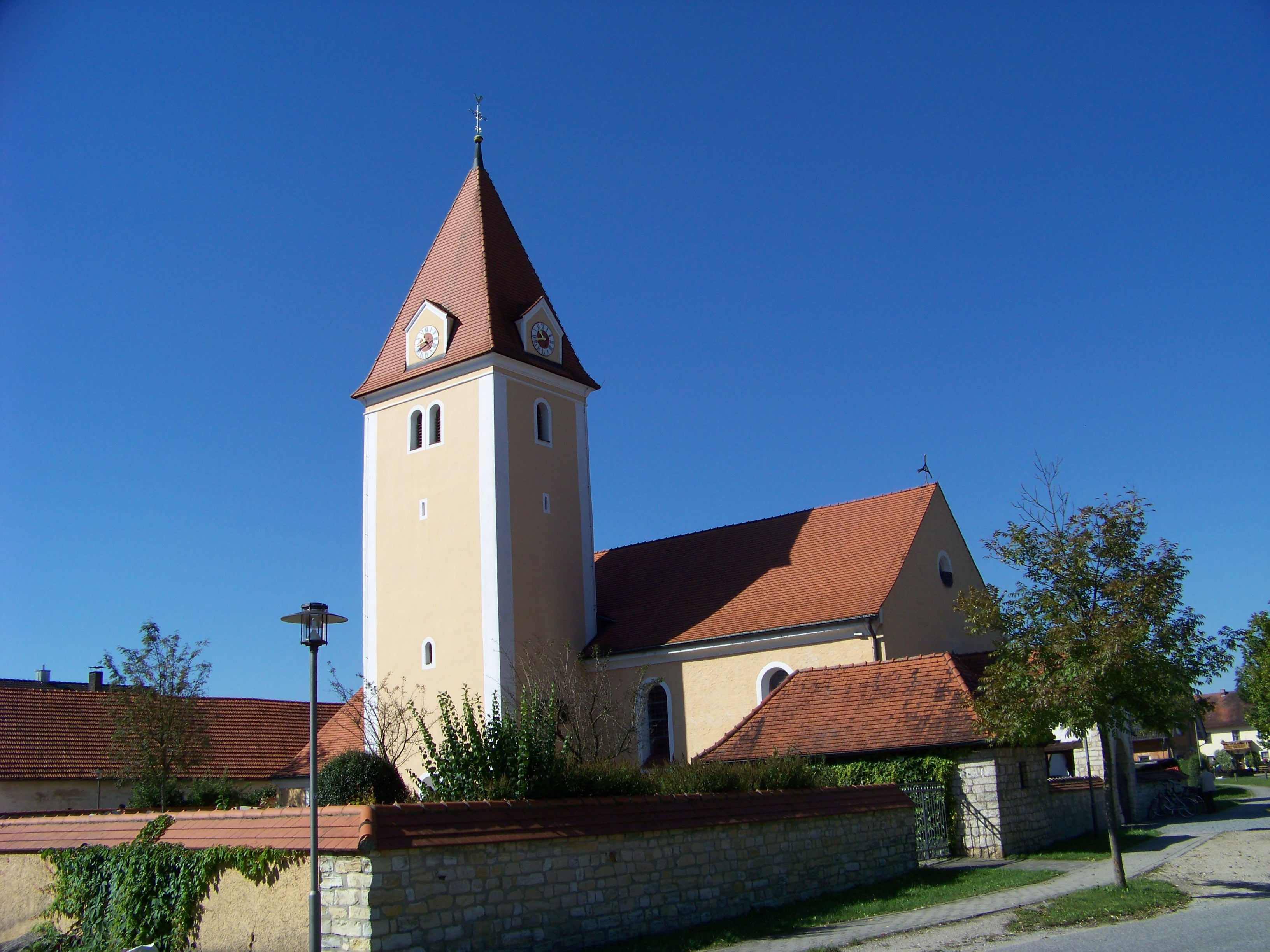
Kirche St. Georg

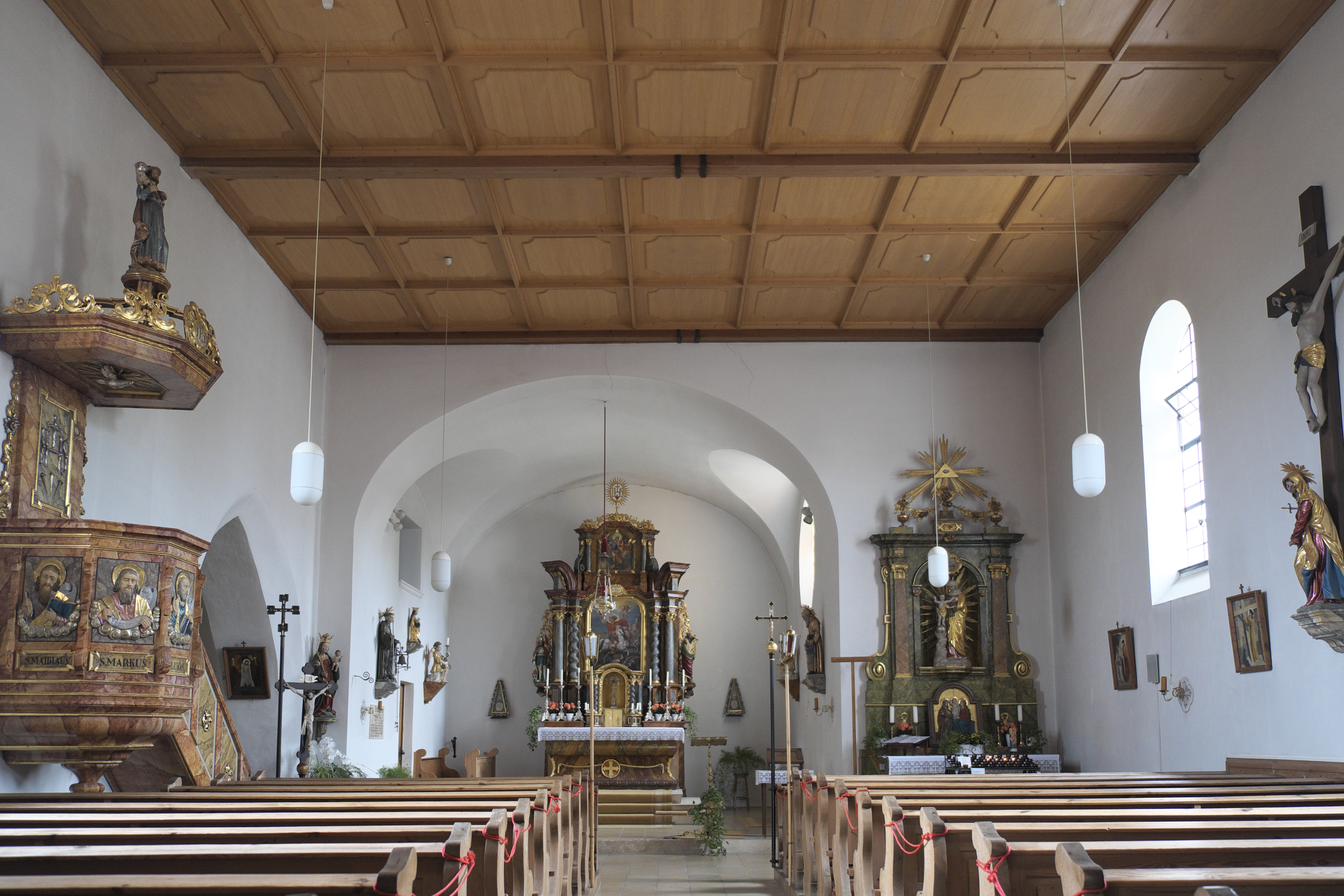
Blick zum Chor

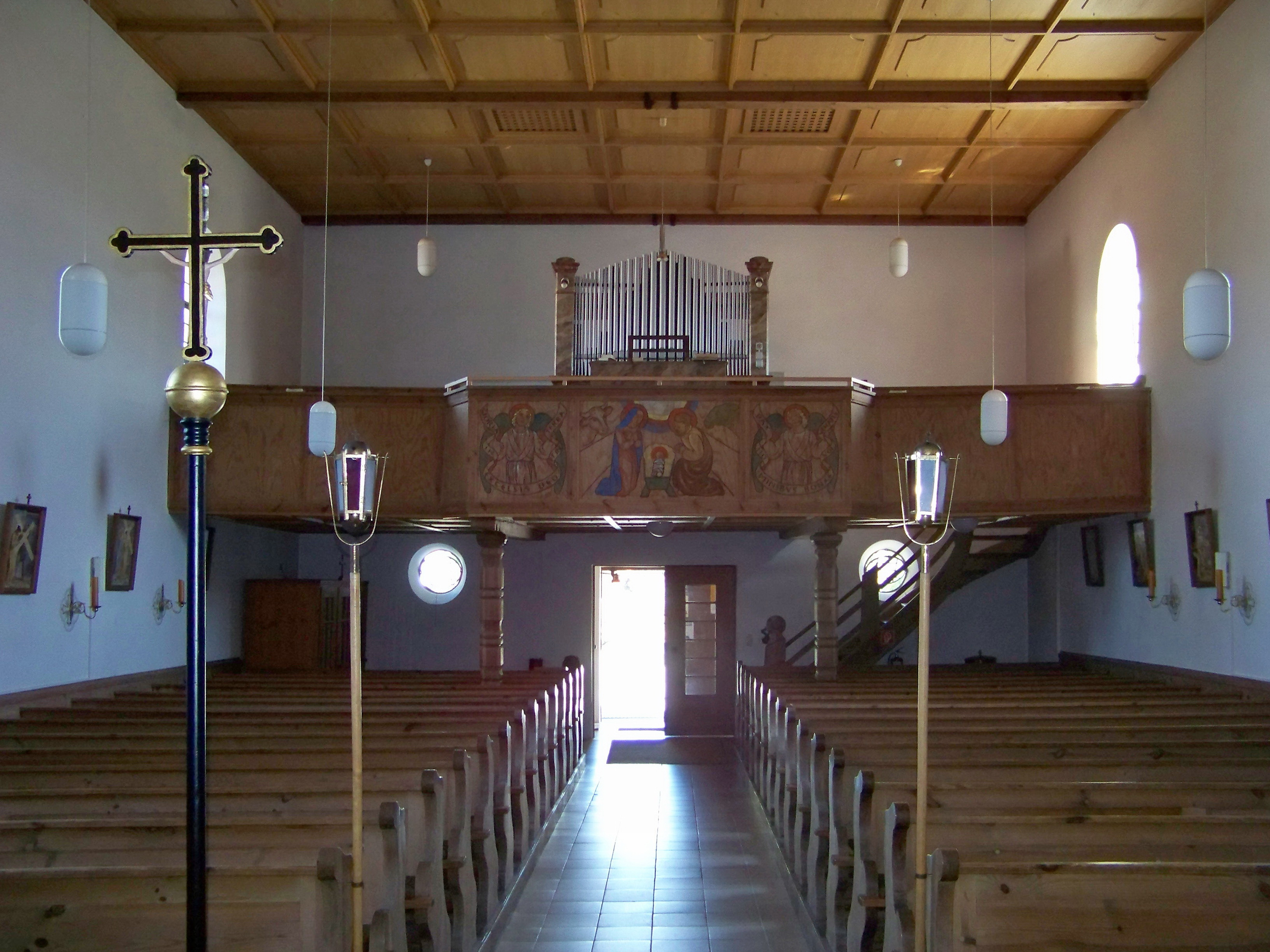
Blick zur Empore

Die katholische Kirche St. Georg in Großmuß, einem Ortsteil der Gemeinde Hausen im niederbayerischen Landkreis Kelheim, geht auf eine gotische Chorturmkirche aus dem 14. Jahrhundert zurück, von der nur noch der Turm erhalten ist. Im 18., 19. und 20. Jahrhundert wurde die Kirche erweitert. Im ehemaligen Chor wurden Reste der Ausmalung, die wohl aus dem späten 15. Jahrhundert stammt, freigelegt. Die dem heiligen Georg geweihte Kirche gehört zu den geschützten Baudenkmälern in Bayern.

## Architektur

### Außenbau
Der ehemalige Chorturm wurde in der ersten Hälfte des 14. Jahrhunderts errichtet und im 18. Jahrhundert um das Glockengeschoss erhöht. Er wird von einem Zeltdach bekrönt, das von Uhrengiebeln aus dem 19. Jahrhundert durchbrochen ist. Der Turm steht heute an der Ostseite der Kirche, die nach ihren Erweiterungen im 18. und 19. Jahrhundert und im Jahr 1937 nach Süden ausgerichtet ist. Die Kirche ist mit einem Satteldach gedeckt. An der Nordseite ist ein offenes Vorzeichen angebaut. 

### Innenraum
Das Erdgeschoss des Turmes, das als Chor der ursprünglichen Kirche diente, ist heute eine Seitenkapelle, die sich östlich an das Langhaus anschließt. Dieser Raum wird von einem Kreuzrippengewölbe gedeckt, der Schlussstein ist mit einem Relief verziert, auf dem das Haupt Christi dargestellt ist. Hier wurden im Jahr 1937 Wand- und Deckenmalereien wieder freigelegt, die ins späte 15. Jahrhundert datiert werden.
Das einschiffige Langhaus ist flachgedeckt, der eingezogene, gerade geschlossene Chor, der sich im Süden an das Langhaus anschließt, wird von einer Stichkappentonne überwölbt. Den nördlichen Abschluss des Langhauses bildet eine hölzerne Empore, die auf zwei Holzpfosten aufliegt und auf der die Weise-Orgel von 1919 eingebaut ist.

## Gotische Wand- und Deckenmalereien

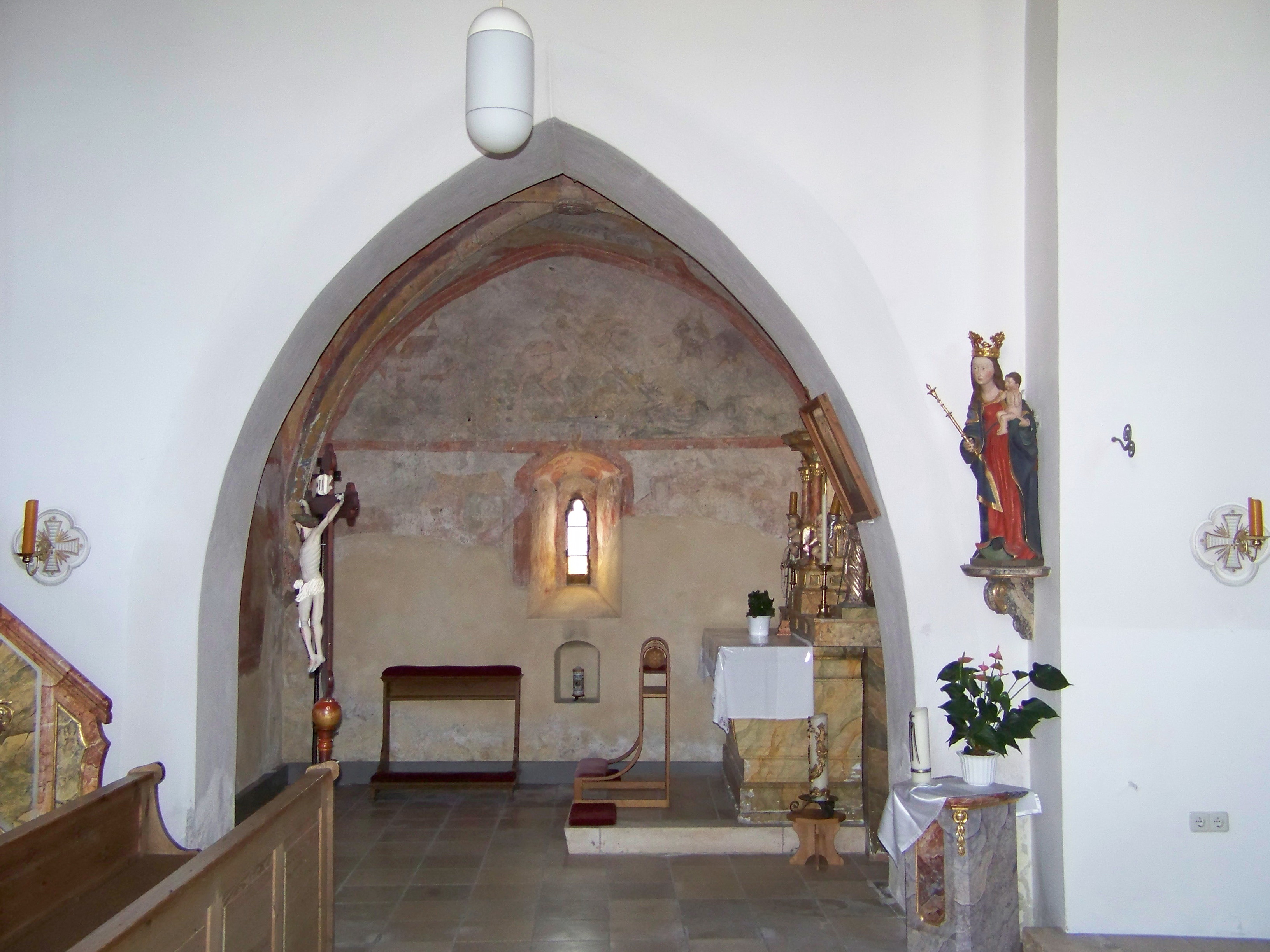
Turmkapelle

Die Deckenmalereien in der Turmkapelle, dem Chor der ursprünglichen Chorturmkirche, stellen die Evangelistensymbole dar, den Löwen für den Evangelisten Markus, die menschliche Gestalt für den Evangelisten Matthäus, den Stier für den Evangelisten Lukas und den Adler für den Evangelisten Johannes.
An der Ostwand ist der Kampf des Kirchenpatrons, des heiligen Georg, mit dem Drachen dargestellt, an der Nordwand die Verkündigung an Maria durch den Erzengel Gabriel.

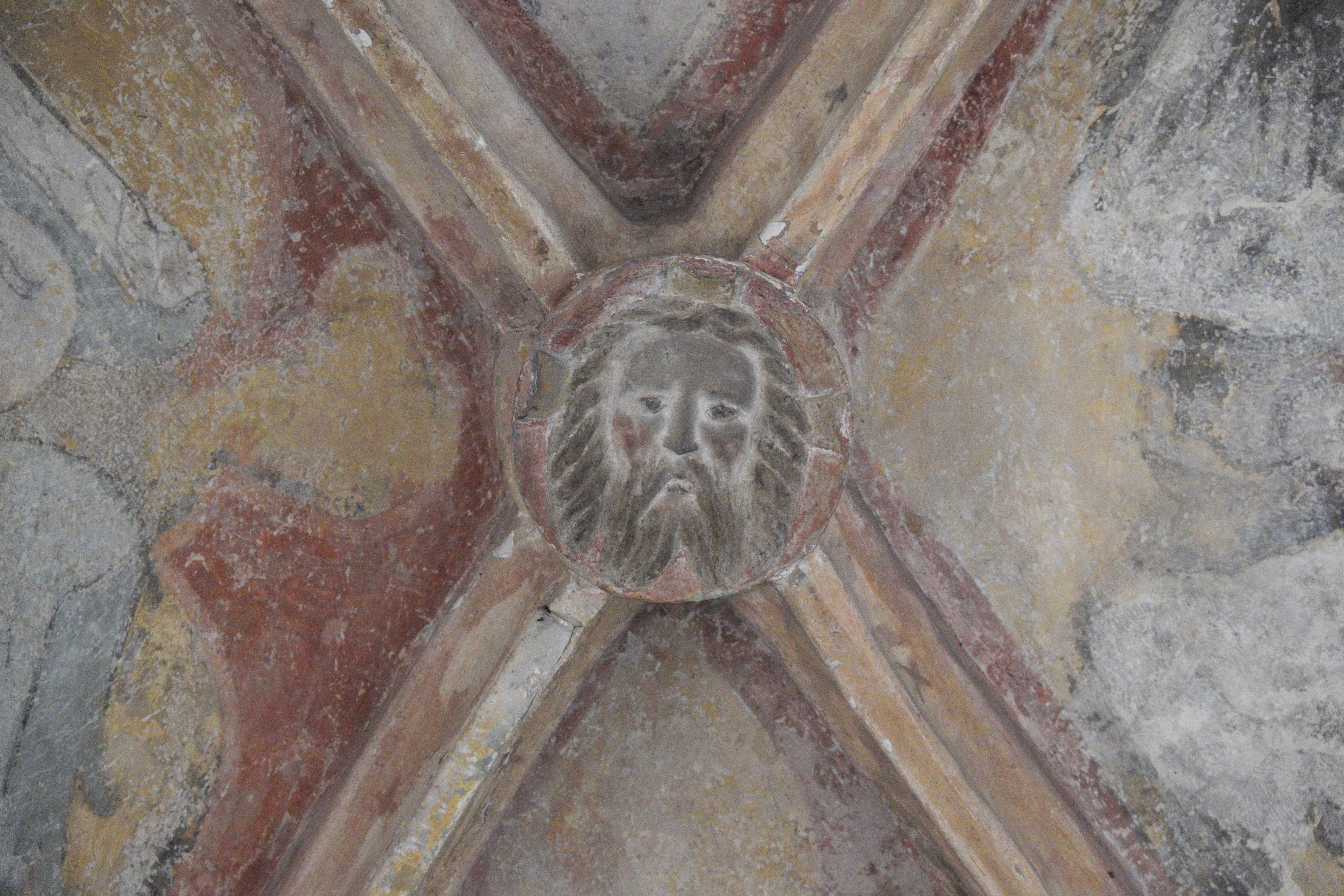
Kreuzrippengewölbe mit Schlussstein
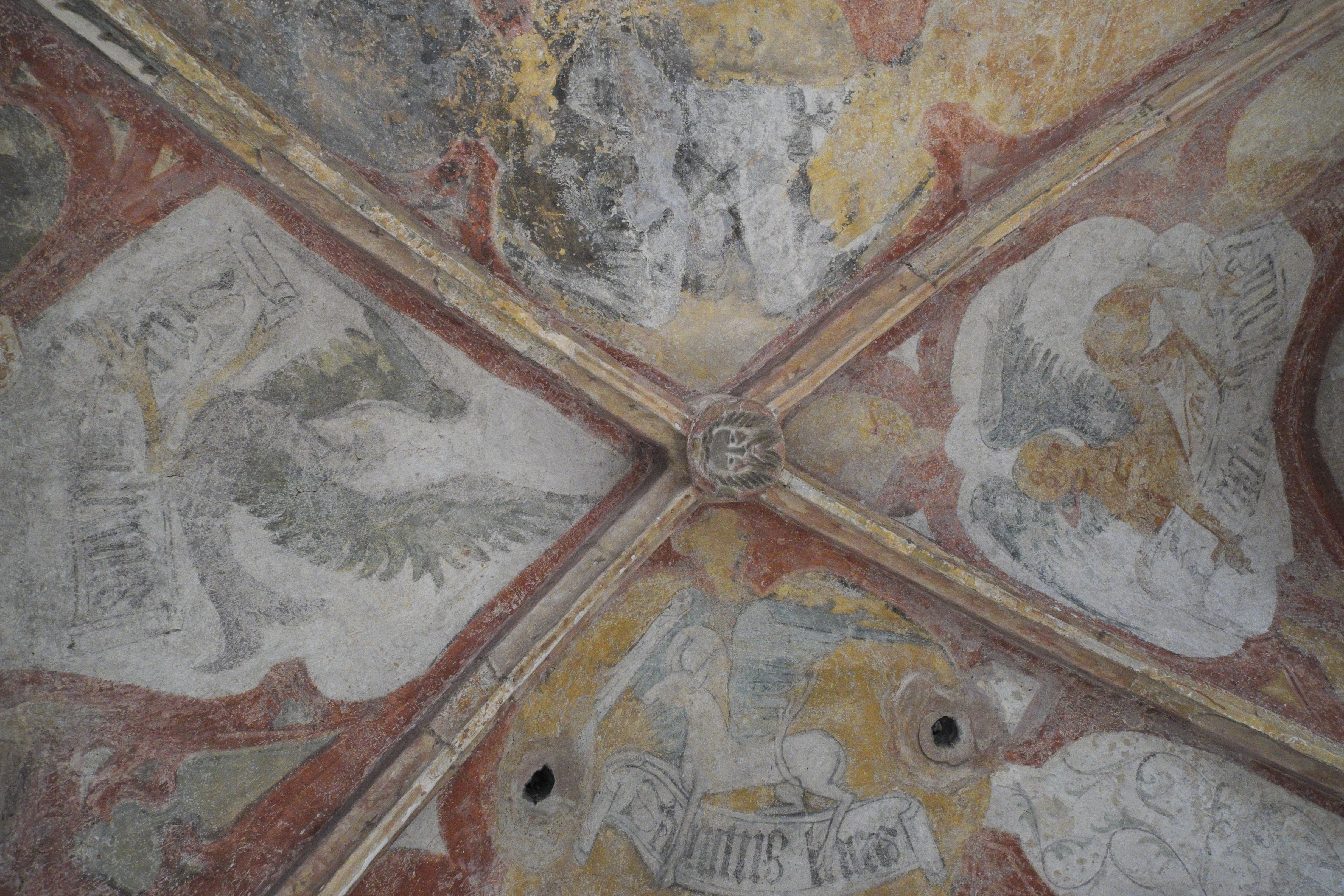
Kreuzrippengewölbe mit den Evangelistensymbolen
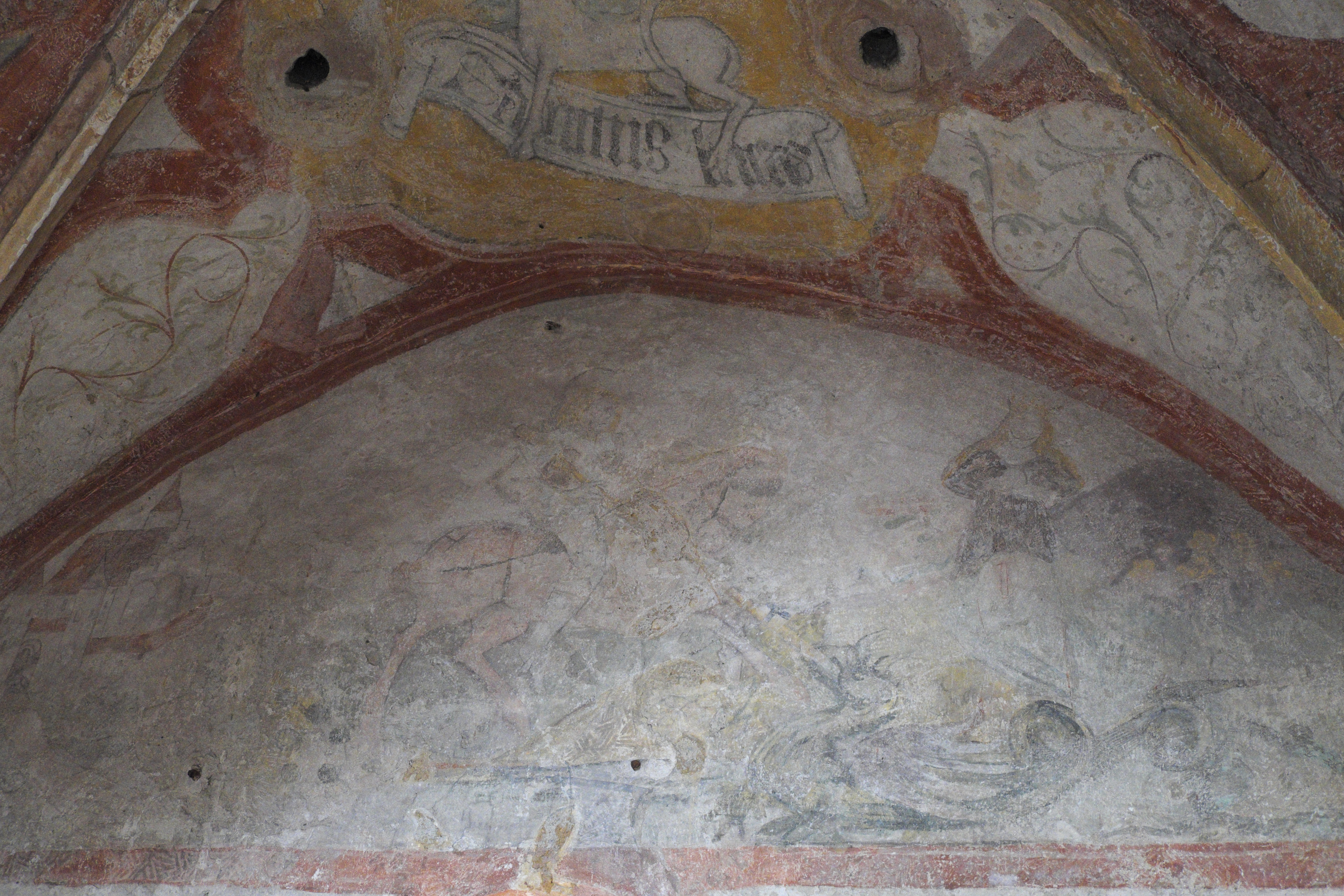
Kampf des heiligen Georg mit dem Drachen
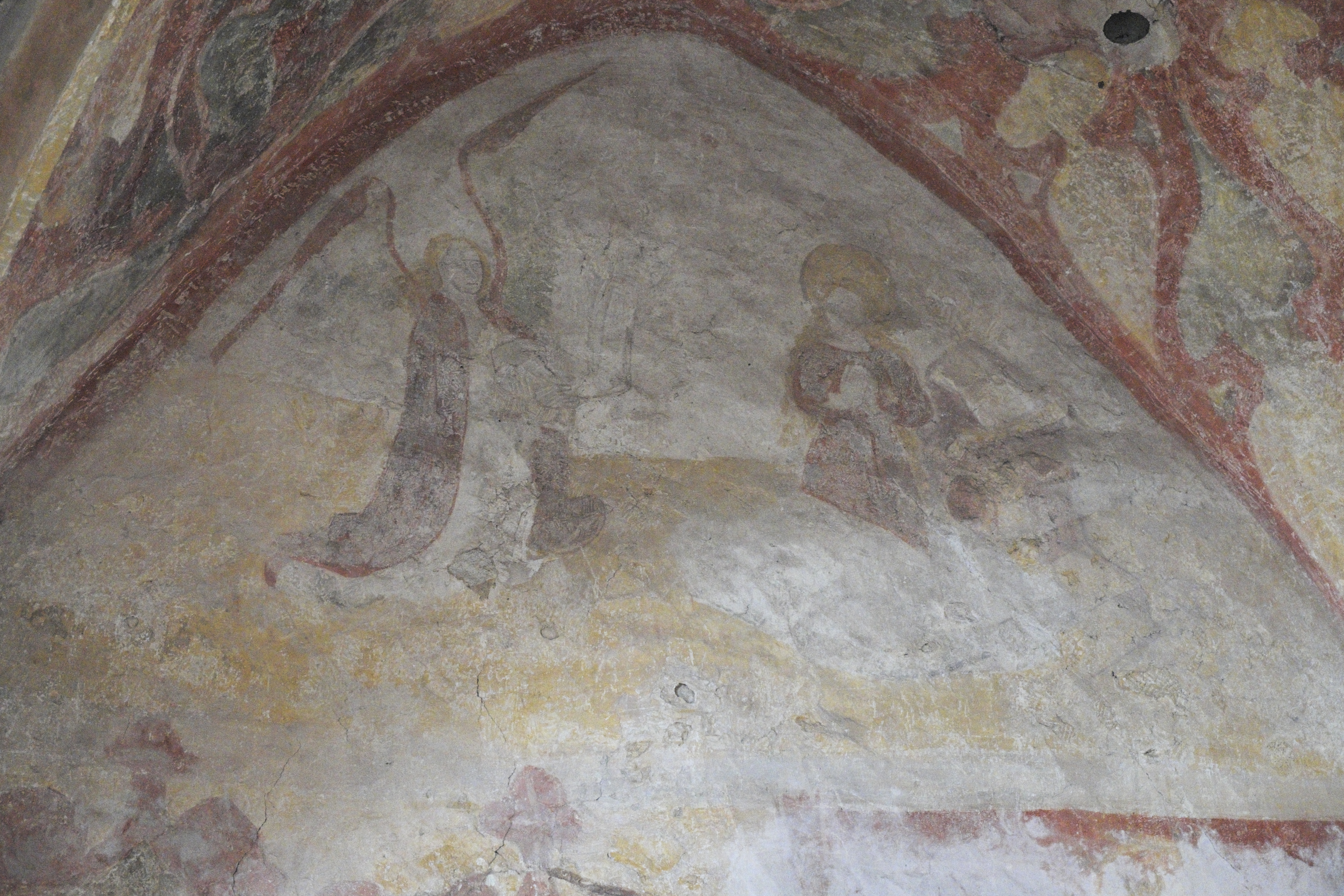
Verkündigungsszene

## Ausstattung

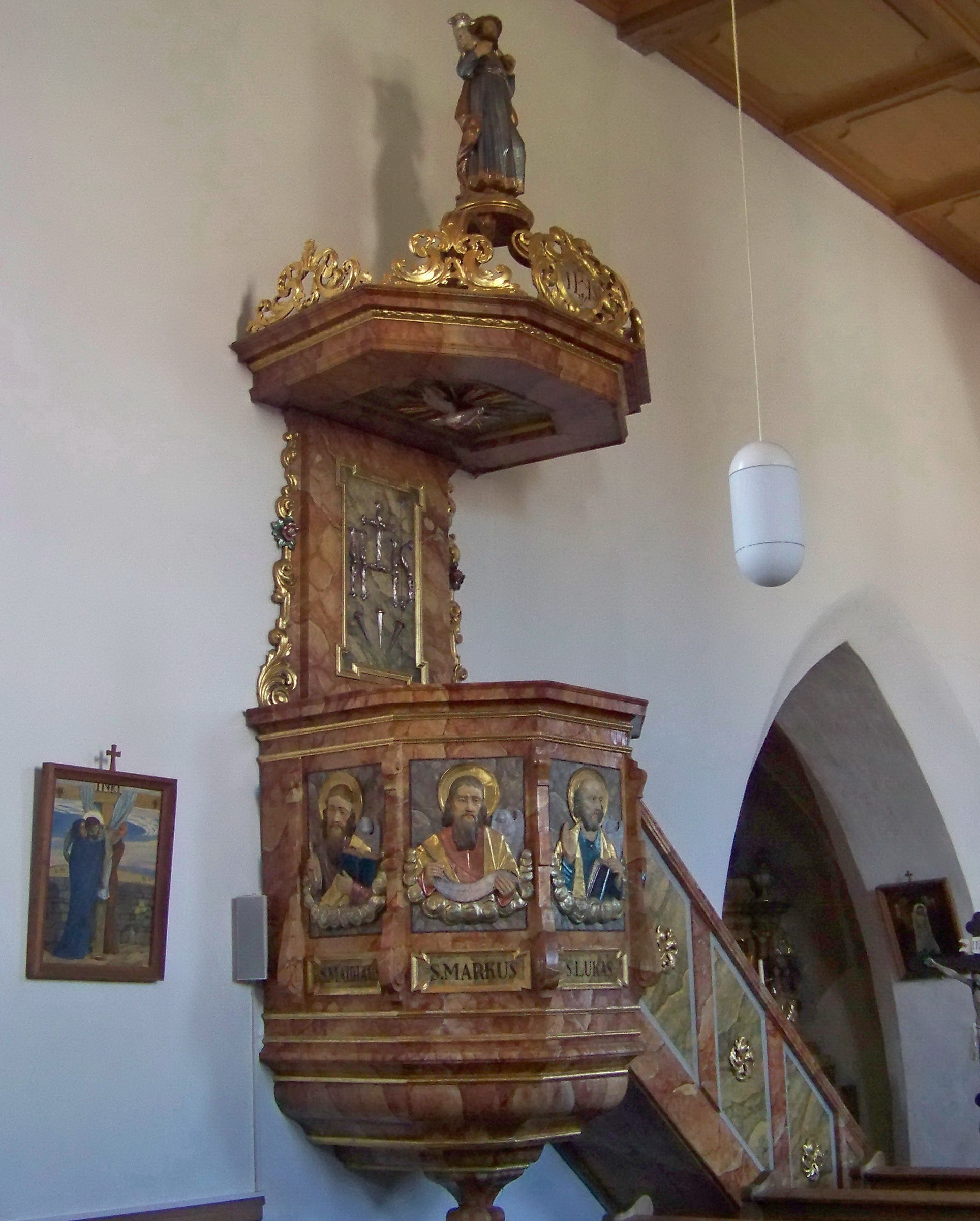
Kanzel

- Der viersäulige Hochaltar wurde um 1710/20 angefertigt. Auf dem Altarblatt ist der heilige Georg im Kampf mit dem Drachen dargestellt. Das Auszugsbild zeigt den Erzengel Michael, der mit dem Flammenschwert gegen Luzifer kämpft.
- Der rechte, im Stil des Klassizismus ausgeführte Seitenaltar wird von Pilastern gerahmt. In der Mitte steht auf Wolken eine Madonna, neben ihr das Jesuskind, das auf einer Weltkugel steht, die von einer Wolkensäule getragen wird. Das Relief auf der Altarmensa stellt die Heilige Familie dar.
- Die Kanzel, eine Arbeit aus der Zeit um 1710/20, wurde um 1937 verändert. Der Kanzelkorb ist mit den Reliefs der Evangelisten verziert. Den Schalldeckel bekrönt die Figur des Guten Hirten.
- In der Turmkapelle, dem ehemaligen Chor, steht ein barocker Altar mit dem thronenden Christus in der Mitte. Der von vier Säulen gerahmte Altar wird von Vasen und dem Lamm Gottes, das auf dem Buch mit sieben Siegeln liegt, bekrönt. Seitlich stehen als Assistenzfiguren links der heilige Sebastian und rechts der heilige Josef. Zwei Putten dienen als Kerzenhalter.
- Die Figuren der heiligen Barbara im Chor und der Madonna mit Kind vor der Turmkapelle stammen aus dem Ende des 15. Jahrhunderts.

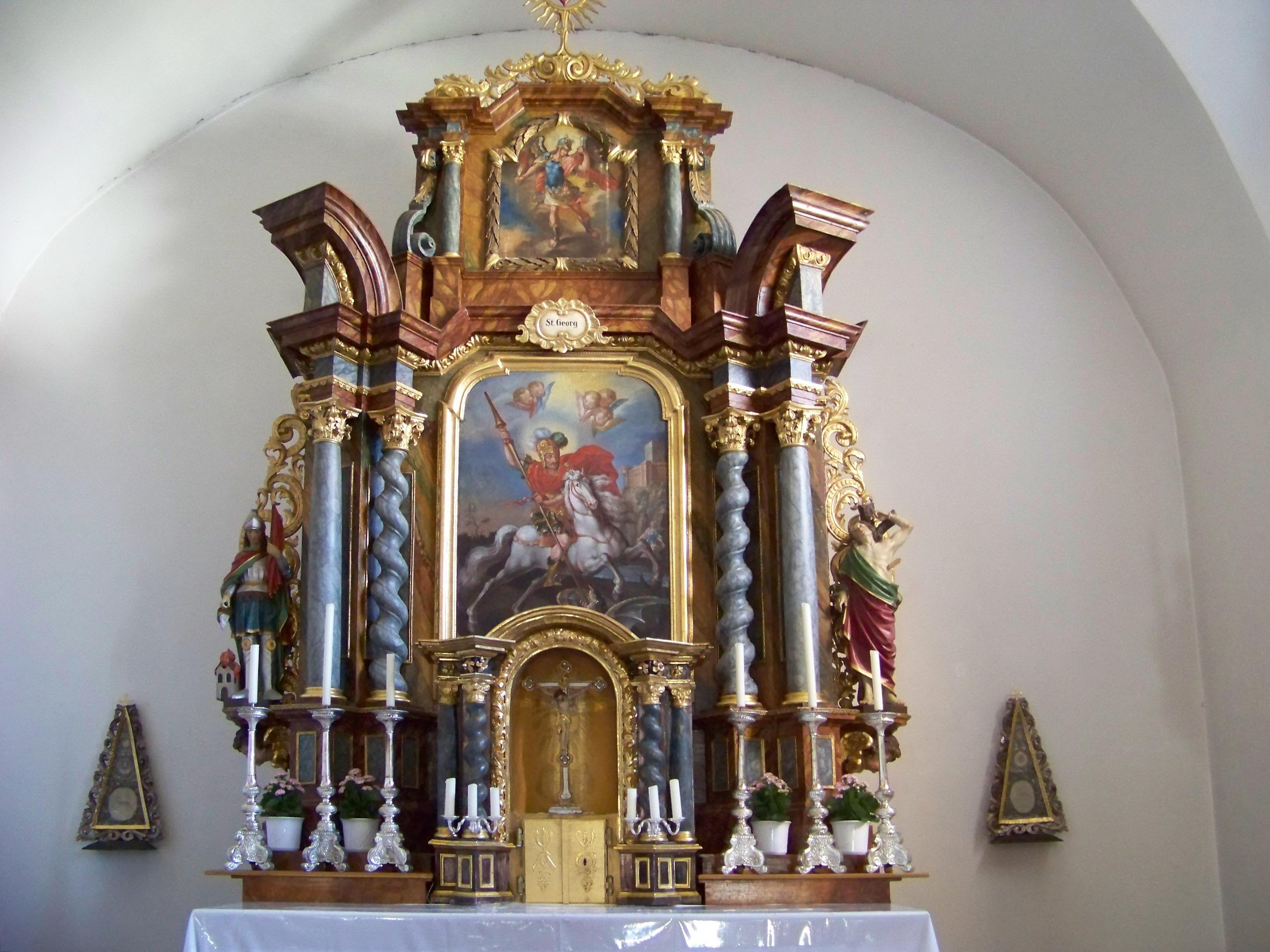
Hochaltar
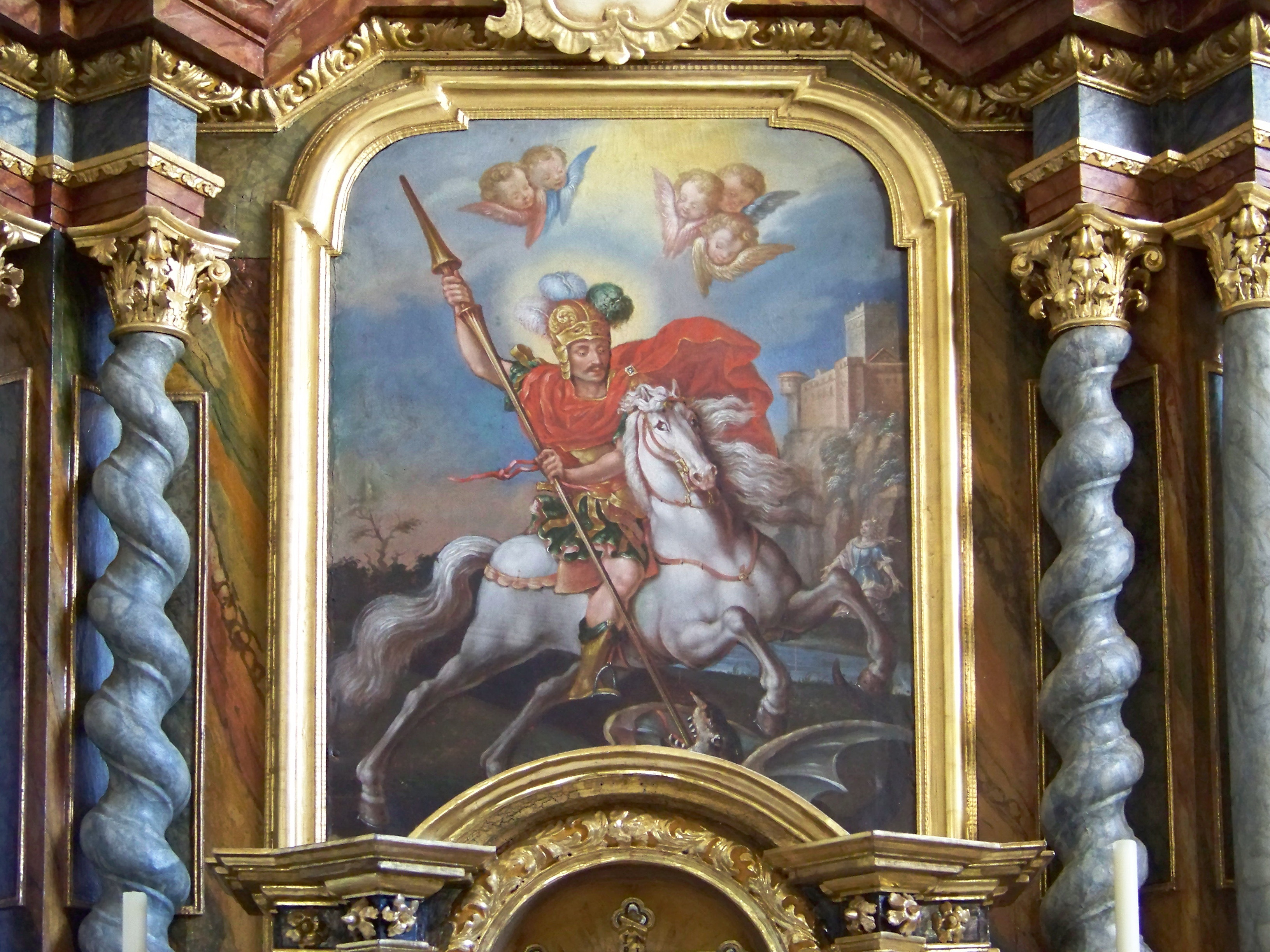
Hochaltarbild
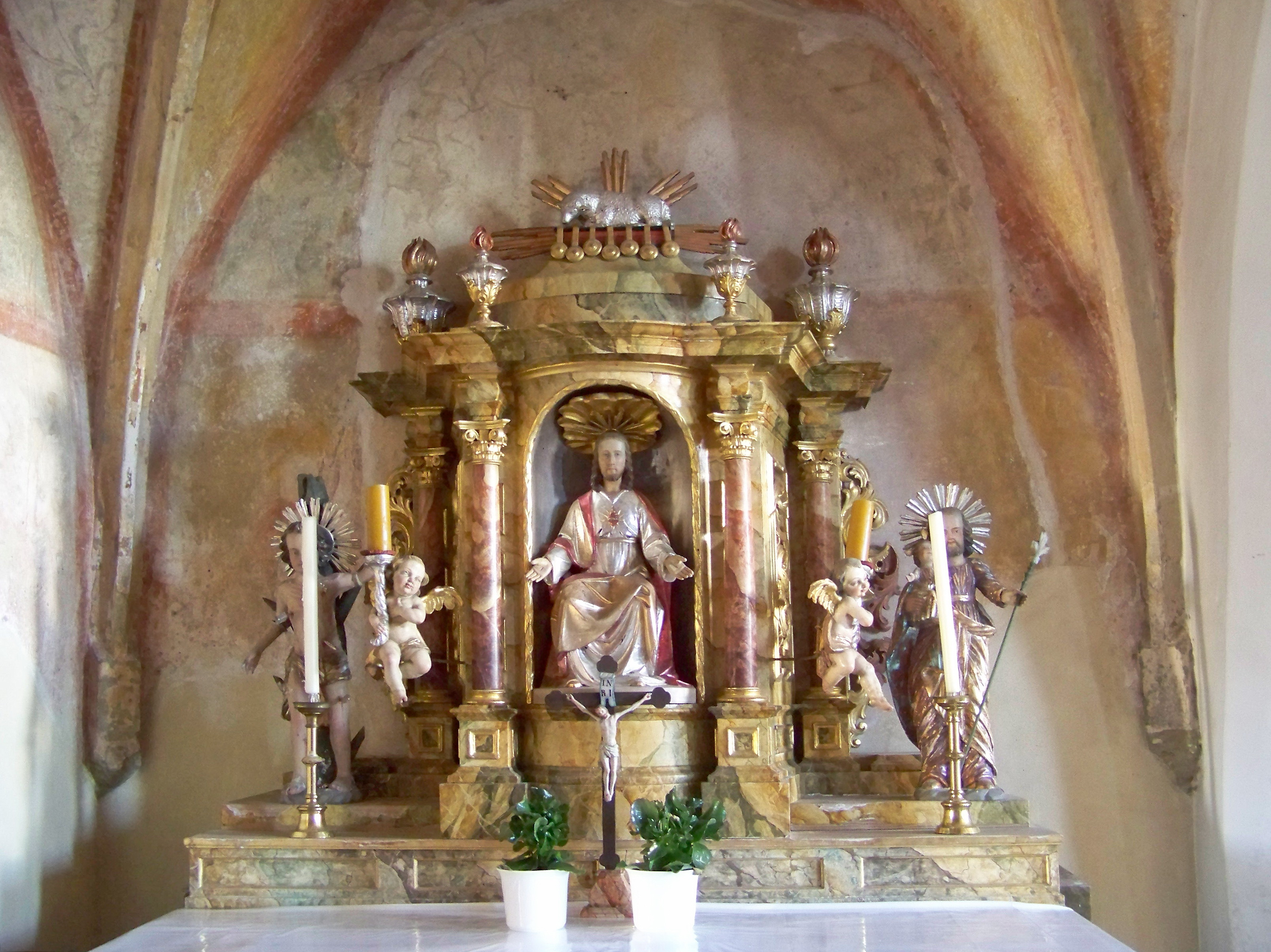
Altar im ehemaligen Chor
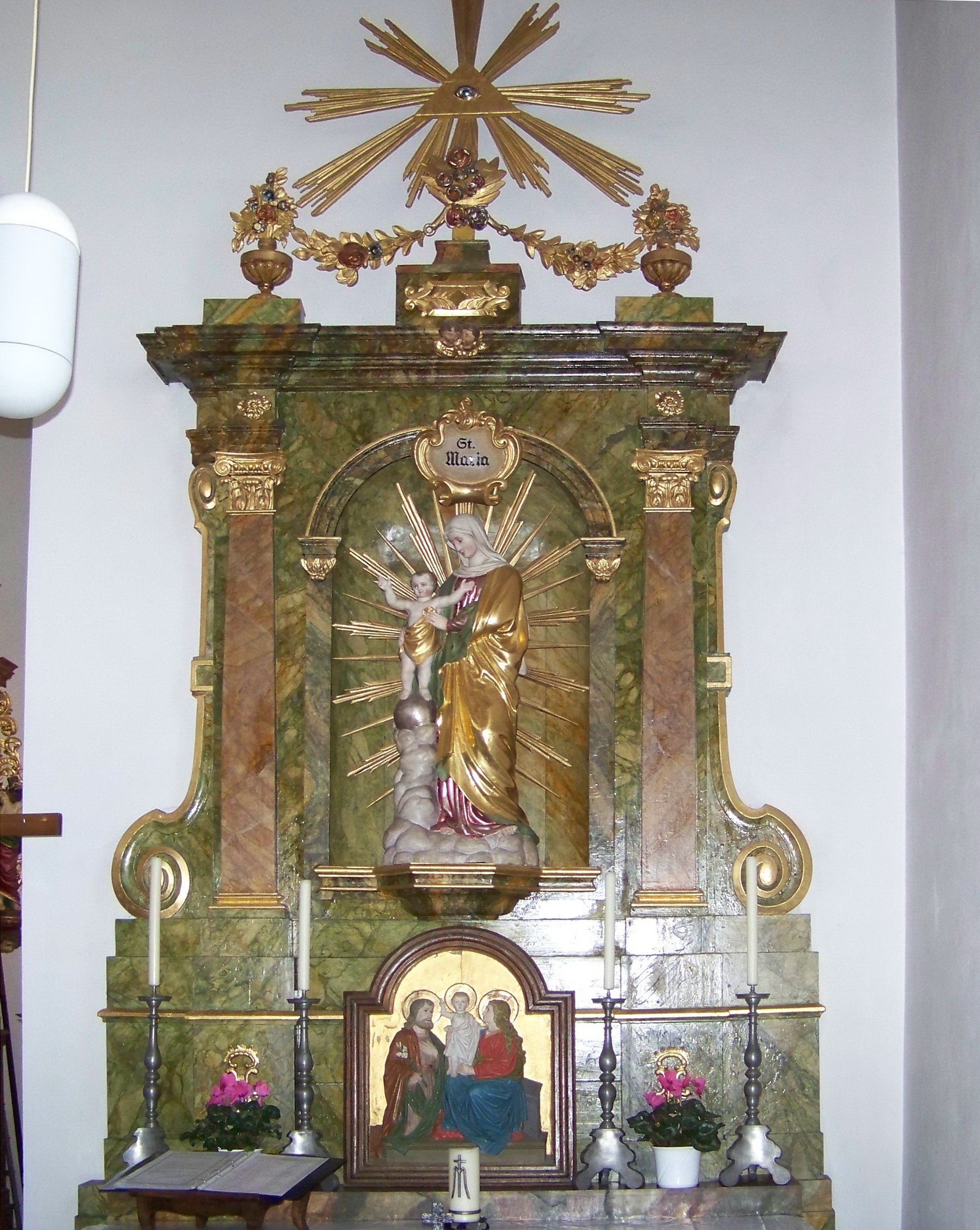
Rechter Seitenaltar

## Geläut
Die Kirche besitzt ein dreistimmiges Geläut. Die große Glocke wurde 1901 in der Glockengießerei Johann Hahn in Landshut gegossen. Die kleinste und älteste Glocke aus dem Jahr 1876 stammt aus der ebenfalls in Landshut ansässigen Werkstatt von Otto Spannagl. Die mittlere Glocke wurde 1948 von Karl Hamm in der Glockengießerei Hamm-Hofweber in Regensburg gegossen.